# 구라 다다요시
구라 다다요시(일본어: 蔵 忠芳, 1955년 11월 28일 ~ 2001년 6월 13일)는 일본의 배우로, 도쿄도 고토구 가메이도 출신했다.